# Безьє Еро (регбійний клуб)
Спортивна Асоціація Безьє Еро (фр. Association sportive de Béziers Hérault) — французький регбійний клуб, який виступає у другому дивізіоні національного чемпіонату, Про Д2. Команда бере участь у розіграшах другої ліги з 2011 року, коли то вони здобули титул чемпіона нижчого ешелону, Федераль 1.
Найбільші успіхи заснованого в 1911 клубу припали на другу половину XX століття. Команда вперше стала чемпіоном Франції у 1961 році, потім взяла шість титулів в сімдесятих та ще чотири — у вісімдесятих роках. Потім, з появою у французькому регбі принципів професійного спорту, клуб став менш результативним. За підсумками сезону 2004/2005 команда вибула з вищої ліги, в 2009 році Безьє зайняли останню позицію і в другому дивізіоні.
Домашні матчі клуб проводить на арені Стад де ла Медітерране, яка вміщує 18 555 глядачів. Традиційні кольори команди — синій і червоний.

## Історія
Вперше команда майже здобула трофей у 1950 році, ставши фіналістом кубка Франції. Десять років потому клуб зіграв у вирішальному матчі чемпіонату країни. 22 травня колектив зустрівся з командою Лурд і поступився їй з рахунком 11:14. У наступному сезоні Безьє став найкращою командою Франції — у фіналі регбісти обіграли суперників з Дакс (6:3). У тому ж році клуб дійшов до фіналу престижного турніру Шаленж Ів дю Мануар. У 1962 та 1964 роках червоно—сині провели ще два фінали французького чемпіонату, де програли матчі проти Ажен і Сексьйон Палуаз. Клуб став переможцем Шаленж в 1964 році.
Ставши в шістдесятих загрозою для найсильніших клубів країни, в наступному десятилітті клуб сам отримав статус фаворита. У 1971 році клуб виграв свій другий щит Бреннуса завдяки перемозі над Тулоном (15:9). Через рік регбісти Безьє відстояли титул, перегравши претендентів з Брів (9:0). Тоді ж колектив став володарем головного призу Шаленж Ів дю Мануар. Авторитет клубу зростав та зміцнювався під час 1974 і 1975 років, коли середземноморці обігравали в фіналі Нарбонн і Брів. У фіналі 1976 року команда програла матч з Ажен (10:13). Через рік, червоно—сині повернули собі лідерство, взявши верх над Перпіньяном (12:4). 1977 рік також був відзначений виграшем Шаленж. Перемог в цьому турнірі гравці Безьє більше не брали.
У 1978 році команда вже за традицією взяла другий титул чемпіона поспіль — паризький фінал з АС Монтферрад закінчився значним виграшом (31:9). Команда вийшла в фінал Шаленж. Чемпіонат Франції 1980 року, вже в восьмий раз, став тріумфальним для колективу. У підсумковому матчі Безьє переміг Тулузу (10:6). Через рік клуб зіграв зі Стад Баньєр і знову сильнішими виявилися червоно—сині (10:13). У 1981 році, як і роком раніше, клуб зіграв у фіналі Шаленж, але не зміг перемогти. Надалі Безьє не появлявся в числі двох найсильніших команд турніру. 1983 та 1984 роки принесли Безьє останній на даний момент національний титул. Фіналістами стали відповідно Ніцца і Ажен. У 1986 році клуб вдруге зіграв у фіналі кубка Франції, і в цей раз середземноморцьом посміхнулася удача.
На цьому і закінчилася золота епоха клубу. З введенням в дев'яностих професійних основ регбі, позиція команди стала слабшати. У 2005 році Безьє вилетів у другий дивізіон, а в 2009 році опустився на ще один рівень нижче. У 2011 році колектив став переможцем третього дивізіону, Федераль 1 і повернувся до другого ешелону французького регбі, Про Д2. Повернення Безьє не було вдалим: в сезоні 2011/2012 регбісти фінішували передостанніми. Бургуен-Жальє посів дев'яте місце і був переведений в нижчу лігу через фінансову неспроможність, а Безьє зберіг місце в лізі.

## Досягнення
Топ 14
- Чемпіон: 1961, 1971, 1972, 1974, 1975, 1977, 1978, 1980, 1981, 1983, 1984
- Фіналіст: 1960, 1962, 1964, 1976

Шаленж Ів дю Мануар
- Переможець: 1964, 1972, 1977
- Фіналіст: 1961, 1973, 1978, 1980, 1981

Кубок Франції
- Переможець: 1986
- Фіналіст: 1950

Федераль 1
- Переможець: 2011

Федераль 2
- Переможець: 2000

## Фінальні матчі

### Топ 14
|                |                 |               |           |                               |               |
| Дата           | Чемпіон         | Фіналіст      | Результат | Стадіон                       | Вболівальники |
| 22 травня 1960 | Лурд            | Безьє Еро     | 14:11     | Муніципальний стадіон, Тулуза | 37 200        |
| 28 травня 1961 | Безьє Еро       | Дакс          | 6:3       | Жерлан, Ліон                  | 35 000        |
| 27 травня 1962 | Ажен            | Безьє Еро     | 14:11     | Муніципальний стадіон, Тулуза | 37 705        |
| 24 травня 1964 | Сексьйон Палуаз | Безьє Еро     | 14:0      | Муніципальний стадіон, Тулуза | 27 797        |
| 16 травня 1971 | Безьє Еро       | Тулон         | 15:9      | Парк Лескюр, Бордо            | 27 737        |
| 21 травня 1972 | Безьє Еро       | Брів          | 9:0       | Жерлан, Ліон                  | 31 161        |
| 12 травня 1974 | Безьє Еро       | Нарбонн       | 16:14     | Парк де Пренс, Париж          | 40 609        |
| 18 травня 1975 | Безьє Еро       | Брів          | 13:12     | Парк де Пренс, Париж          | 39 991        |
| 23 травня 1976 | Ажен            | Безьє Еро     | 13:10     | Парк де Пренс, Париж          | 40 300        |
| 29 травня 1977 | Безьє Еро       | Перпіньян     | 12:4      | Парк де Пренс, Париж          | 41 821        |
| 28 травня 1978 | Безьє Еро       | АС Монтферрад | 31:9      | Парк де Пренс, Париж          | 42 004        |
| 25 травня 1980 | Безьє Еро       | Тулуза        | 10:6      | Парк де Пренс, Париж          | 43 350        |
| 23 травня 1981 | Безьє Еро       | Стад Баньєр   | 22:13     | Парк де Пренс, Париж          | 44 106        |
| 28 травня 1983 | Безьє Еро       | Ніцца         | 14:6      | Парк де Пренс, Париж          | 43 100        |
| 26 травня 1984 | Безьє Еро       | Ажен          | 21:21     | Парк де Пренс, Париж          | 44 076        |

### Шаленж Ів дю Мануар
|      |                |                 |                      |
| Рік  | Чемпіон        | Фіналіст        | Результат            |
| 1961 | Стад Монтуа    | Безьє Еро       | 17:8                 |
| 1964 | Безьє Еро      | Сексьйон Палуаз | 6:3                  |
| 1972 | Безьє Еро      | АС Монтферрад   | 27:6                 |
| 1973 | Нарбонн        | Безьє Еро       | 13:6                 |
| 1977 | Безьє Еро      | Лурд            | 19:18                |
| 1978 | Нарбонн        | Безьє Еро       | 19:19 (більше спроб) |
| 1980 | Авірон Байонне | Безьє Еро       | 16:10                |
| 1981 | Лурд           | Безьє Еро       | 25:13                |

### Кубок Франції
|      |           |             |           |
| Рік  | Чемпіон   | Фіналіст    | Результат |
| 1950 | Лурд      | Безьє Еро   | 16:3      |
| 1986 | Безьє Еро | Стад Орійяк | 40:9      |

### Трофей Жан Прат (Федераль 1)
|                |           |          |           |                       |
| Дата           | Чемпіон   | Фіналіст | Результат | Стадіон               |
| 26 червня 2011 | Безьє Еро | Перігю   | 13:6      | Стад Сап'як, Монтобан |

## Сезон 2016—2017 Про Д2[1]
| 1 | Ойонна                   | 19                                | 12 | 0 | 7  | 541 | 407 | +134 | 5 | 5 | 58 |
| 2 | Ажен                     | 19                                | 12 | 1 | 6  | 501 | 397 | +104 | 3 | 3 | 56 |
| 3 | Монтобан                 | 19                                | 12 | 0 | 7  | 462 | 322 | +140 | 4 | 2 | 54 |
| 4 | Коломьє                  | 19                                | 12 | 0 | 7  | 473 | 350 | +123 | 3 | 2 | 53 |
| 5 | Мон-де-Марсан            | 19                                | 11 | 0 | 8  | 426 | 383 | +43  | 2 | 6 | 52 |
| 6 | Біарріц Олімпік          | 19                                | 11 | 0 | 8  | 455 | 424 | +31  | 1 | 3 | 48 |
| 7 | Каркассон                | 19                                | 10 | 1 | 8  | 422 | 396 | +26  | 2 | 2 | 46 |
| 8 | Стад Орійяк              | 19                                | 10 | 0 | 9  | 408 | 434 | –26  | 3 | 3 | 46 |
| 9 | Ангулем                  | 19                                | 10 | 1 | 8  | 358 | 382 | -24  | 1 | 1 | 44 |
| 10 | Перпіньян                | 19                                | 8  | 1 | 10 | 419 | 407 | +12  | 5 | 3 | 42 |
| 11 | Дакс                     | 19                                | 9  | 0 | 10 | 413 | 483 | -70  | 1 | 4 | 41 |
| 12 | Нарбонн                  | 19                                | 9  | 1 | 9  | 365 | 474 | −109 | 1 | 0 | 39 |
| 13 | Безьє Еро                | 19                                | 7  | 0 | 12 | 418 | 391 | +27  | 6 | 3 | 37 |
| 14 | Ванн                     | 19                                | 5  | 2 | 12 | 383 | 480 | −97  | 1 | 5 | 30 |
| 15 | Альбі                    | 19                                | 6  | 2 | 11 | 372 | 505 | −133 | 0 | 2 | 30 |
| 16 | Бургуен Жальє            | 19                                | 3  | 1 | 15 | 308 | 489 | −181 | 1 | 4 | 19 |
| Зелений фон Чемпіони, автоматичний аванс до Топ 14. Голубий фон Команди, які вийшли у плей-офф Червоний фон Команди, які вилітають в Федераль 1. Примітки:Якщо дві команди здобули таку саму кількість балів, їх позиція вираховується по результатам різниці зібраних балів. |                          |                                   |    |   |    |     |     |      |   |   |    |
| | 2016–2017 Про Д2 Таблиця | читати · редагувати · обговорення |    |   |    |     |     |      |   |   |    |

## Знамениті гравці

### Французькі гравці
| - Марк Андрію - Рішард Астр - Йоан Одран - Марк Баже - Рауль Бар'єр - Террі Бурауа - Андре Буаоному - Іван Буаоному - Адольф Буске - Себастьян Бруно - Анрі Каброль - Дідієр Камбераберо - Жіль Камбераберо - Жак Кантоні - Алан Кармінаті - Рішард Кастель - Фредерік Сермено | - Олів'є Шаплан - Арно Кост - П'єр Данос - Поль Дудью - Седрік Дебросс - Рішард Дурт - Жан-Фредерік Дюбуа - Ніколя Дюран - Філіп Есканд - Алан Естев - Мішель Фабр - Філіпп Галла - Каміль Жеронду - Жан-Філіп Грондклод - Стівен Олль - Жан-П'єр Ортольонд - Алан Ярде - П'єр Лаконн | - Тіболь Лакруа - Жюльєн Лаарраг - Ремі Мартін - Александ Меніні - Людовік Мерсьє - П'єр Міньоні - Бріс Мігель - Яннік Нюанга - Алан Паку - Мішель Пальмі - Жан-П'єр Пестей - Жан-Батіст Пера-Лустале - Тібу Пріуа - Олів'є Саїссе - Седрік Сулетт - Дімітрі Шажевскі - Арман Векран |

### Міжнародні гравці
| - Сантьяго Гонзалез Боноріно - Федеріко Тодешчіні - Гонзало Квесада - Матіас Віаззо - Джей Муллейн - Варвік Вог - Ентоні Хілл - Енді Павелл | - Ендрю Мертенс - Адріан Петрархе - Крістіан Петре - Августін Петрехей - Люсьєн Сірбу - Сейлесі Сіка - Альберт Туіпулоті | - Васіл Катсадзе - Давіт Кхіншагішвілі - Іраклі Магкханелі - Годердзі Швелідзе - Лаша Малагхурадзе - Сука Хуфанга - Вінстон Мафі - Самью Вахафолау |